# Lijst van rijksmonumenten in Utrecht (stad)/Voorstraat
De stad Utrecht telt in totaal 1.402 inschrijvingen in het rijksmonumentenregister. De Voorstraat in het centrum telt 17 rijksmonumenten. Hieronder een overzicht.
| Object | Oorspronkelijke functie?  | Bouwjaar                                    | Architect | Locatie                    | Coördinaten?                | Nr.?   | Afbeelding        |
| --- | ------------------------- | ------------------------------------------- | --------- | -------------------------- | --------------------------- | ------ | ----------------- |
| D'coninck van Poortugael | Woonhuis                  | begin 17e eeuw                              |           | Voorstraat 14              | 52° 5' 39" NB, 5° 7' 8" OL  | 18278  | Meer afbeeldingen |
| Pand met lijstgevel | Woonhuis                  |                                             |           | Voorstraat 20              | 52° 5' 40" NB, 5° 7' 9" OL  | 18382  | Meer afbeeldingen |
| Pand met aan de achterzijde een trapgevel                                                                                     | Woonhuis                  | 17e eeuw                                    |           | Voorstraat 37              | 52° 5' 41" NB, 5° 7' 12" OL | 18383  | Meer afbeeldingen |
| Pand met trapgevel | Woonhuis                  | 1660                                        |           | Voorstraat 82              | 52° 5' 43" NB, 5° 7' 20" OL | 18384  | Meer afbeeldingen |
| Grote Vleeshuis | Handel en kantoor         | 1637/1638, Paulus Moreelse, deels 15e-eeuws |           | Voorstraat 19/Jansveld 24A | 52° 5' 39" NB, 5° 7' 10" OL | 36176  | Meer afbeeldingen |
| In den Gulden Bergh | Woonhuis                  | 17e eeuw                                    |           | Voorstraat 25              | 52° 5' 40" NB, 5° 7' 11" OL | 450392 | Meer afbeeldingen |
| Hoekhuis bestaand uit twee bouwlagen, een schilddak loodrecht op de straat en een kelder                                      | Werk-woonhuis             | 17e eeuw                                    |           | Voorstraat 10              | 52° 5' 38" NB, 5° 7' 7" OL  | 450528 | Meer afbeeldingen |
| Pand bestaande uit een voor- en een achterhuis                                                                                | Werk-woonhuis             | 17e eeuw                                    |           | Voorstraat 44              | 52° 5' 42" NB, 5° 7' 12" OL | 450529 | Meer afbeeldingen |
| Combinatie van twee vrijwel gelijktijdig gebouwde huizen met twee bouwlagen, een zadeldak evenwijdig aan de straat en kelders | Woonhuis                  | 17e eeuw                                    |           | Voorstraat 59              | 52° 5' 42" NB, 5° 7' 16" OL | 450530 | Meer afbeeldingen |
| Combinatie van twee vrijwel gelijktijdig gebouwde huizen met twee bouwlagen, een zadeldak evenwijdig aan de straat en kelders | Woonhuis                  | 17e eeuw                                    |           | Voorstraat 61              | 52° 5' 42" NB, 5° 7' 16" OL | 450531 | Meer afbeeldingen |
| L-vormig gebouw | Woonhuis                  | 17e eeuw                                    |           | Voorstraat 66              | 52° 5' 43" NB, 5° 7' 16" OL | 450532 | Meer afbeeldingen |
| Pand bestaande uit voorhuis van twee bouwlagen, een kap evenwijdig aan de straat en een niet toegankelijke kelder             | Werk-woonhuis             | 17e eeuw                                    |           | Voorstraat 68              | 52° 5' 43" NB, 5° 7' 17" OL | 450533 | Meer afbeeldingen |
| Pand bestaande uit drie bouwlagen en een kap loodrecht op de straat                                                           | Woonhuis                  | 18e eeuw                                    |           | Voorstraat 84              | 52° 5' 43" NB, 5° 7' 20" OL | 450536 | Meer afbeeldingen |
| Huis van twee bouwlagen, een kap loodrecht op de straat en een, dichtgeworpen, kelder                                         | Woonhuis                  | 17e eeuw                                    |           | Voorstraat 98              | 52° 5' 43" NB, 5° 7' 22" OL | 450537 | Meer afbeeldingen |
| Huis met twee bouwlagen, een kap loodrecht op de straat en een kelder onder het achterste deel                                | Werk-woonhuis             | 1637                                        |           | Voorstraat 104             | 52° 5' 43" NB, 5° 7' 23" OL | 450538 | Meer afbeeldingen |
| De Liefde (apotheek) | Gezondheidszorg           | 1904                                        |           | Voorstraat 6               | 52° 5' 38" NB, 5° 7' 7" OL  | 514246 | Meer afbeeldingen |
| City bioscoop | Welzijn, kunst en cultuur | 1935 (verbouwd)                             |           | Voorstraat 89              | 52° 5' 42" NB, 5° 7' 23" OL | 514273 | Meer afbeeldingen |